# Makikikkers
Makikikkers (Agalychnis) zijn een geslacht van kikkers uit de familie Phyllomedusidae.
Er zijn dertien soorten die voorkomen indelen van zuidelijk Noord-Amerika (Mexico), Midden-Amerika en noordelijk Zuid-Amerika.

## Soorten
Geslacht Agalychnis
- Soort Agalychnis annae
- Soort Agalychnis buckleyi
- Soort Agalychnis callidryas – Roodoogmakikikker
- Soort Agalychnis dacnicolor
- Soort Agalychnis danieli
- Soort Agalychnis hulli
- Soort Agalychnis lemur
- Soort Agalychnis medinae
- Soort Agalychnis moreletii
- Soort Agalychnis psilopygion
- Soort Agalychnis saltator
- Soort Agalychnis spurrelli
- Soort Agalychnis terranova

Agalychnis · 
Callimedusa · 
Cruziohyla · 
Hylomantis · 
Phasmahyla · 
Phrynomedusa · 
Phyllomedusa · 
Pithecopus